# 沙冬青
沙冬青(学名：Ammopiptanthus mongolicus)是一种中国西北干旱地区的常绿阔叶植物，在植物分类上属于豆科沙冬青属的黄华族。其种加词“mongolicus ”意为“蒙古的”。
沙冬青属包含两个物种，其一为蒙古沙冬青（学名：Ammopiptanthus mongolicus；或称大沙冬青），主要分布在中国内蒙古自治区西部、甘肃省河西走廊和宁夏自治区；其二为新疆沙冬青（学名：Ammopiptanthus nanus；或称小沙冬青、矮沙冬青），分布范围狭窄，仅分布于中国新疆自治区喀什地区的乌恰县。

## 异名
- Piptanthus chinensis Przew.
- Piptanthus mongolicus Maxim.
- Piptanthus mongolicus Maxim. ex Kom.